# ایستگاه ویکتوریا منچستر
ایستگاه ویکتوریا منچستر (انگلیسی: Manchester Victoria station) یک ایستگاه راه‌آهن در منچستر، انگلستان است.
این ایستگاه که در سال ۱۸۴۴ تأسیس شده جزئی از ترانس‌پناین اکسپرس و مترولینک منچستر است.

## نگارخانه

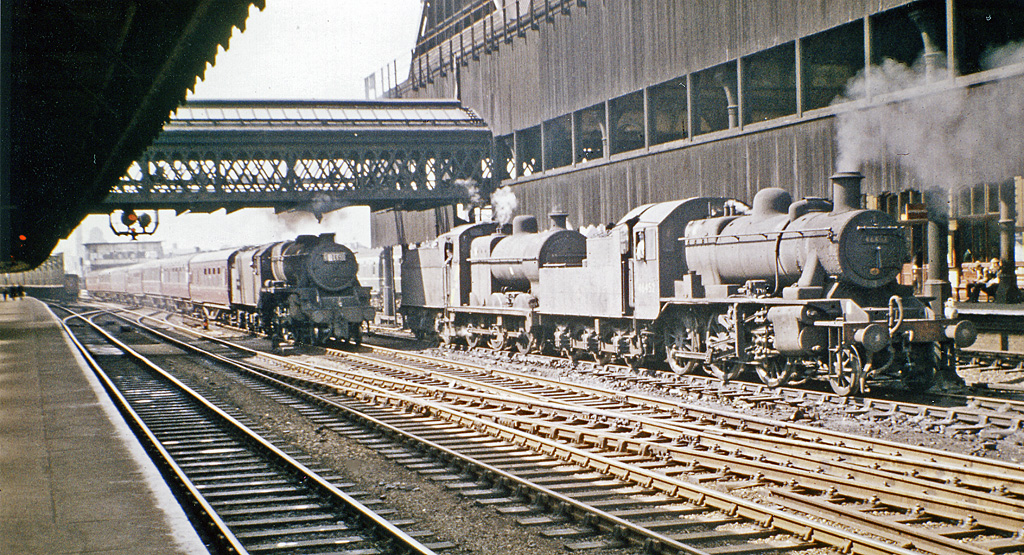
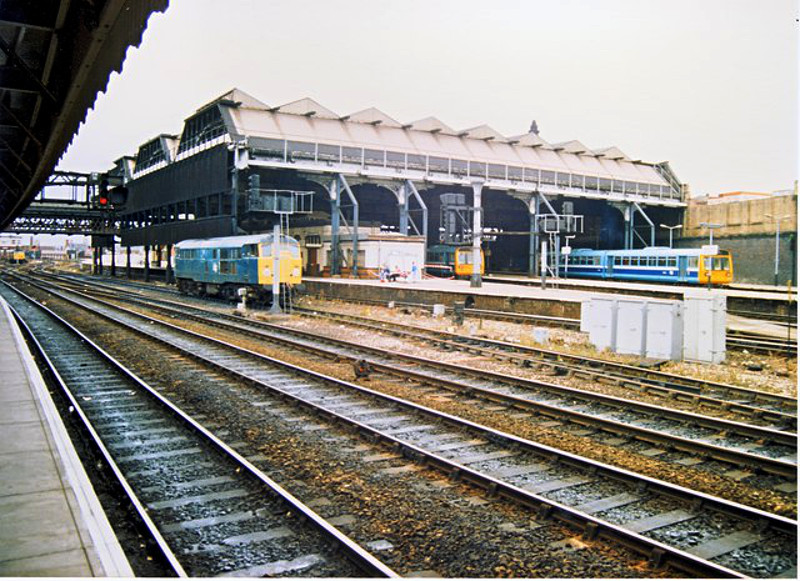
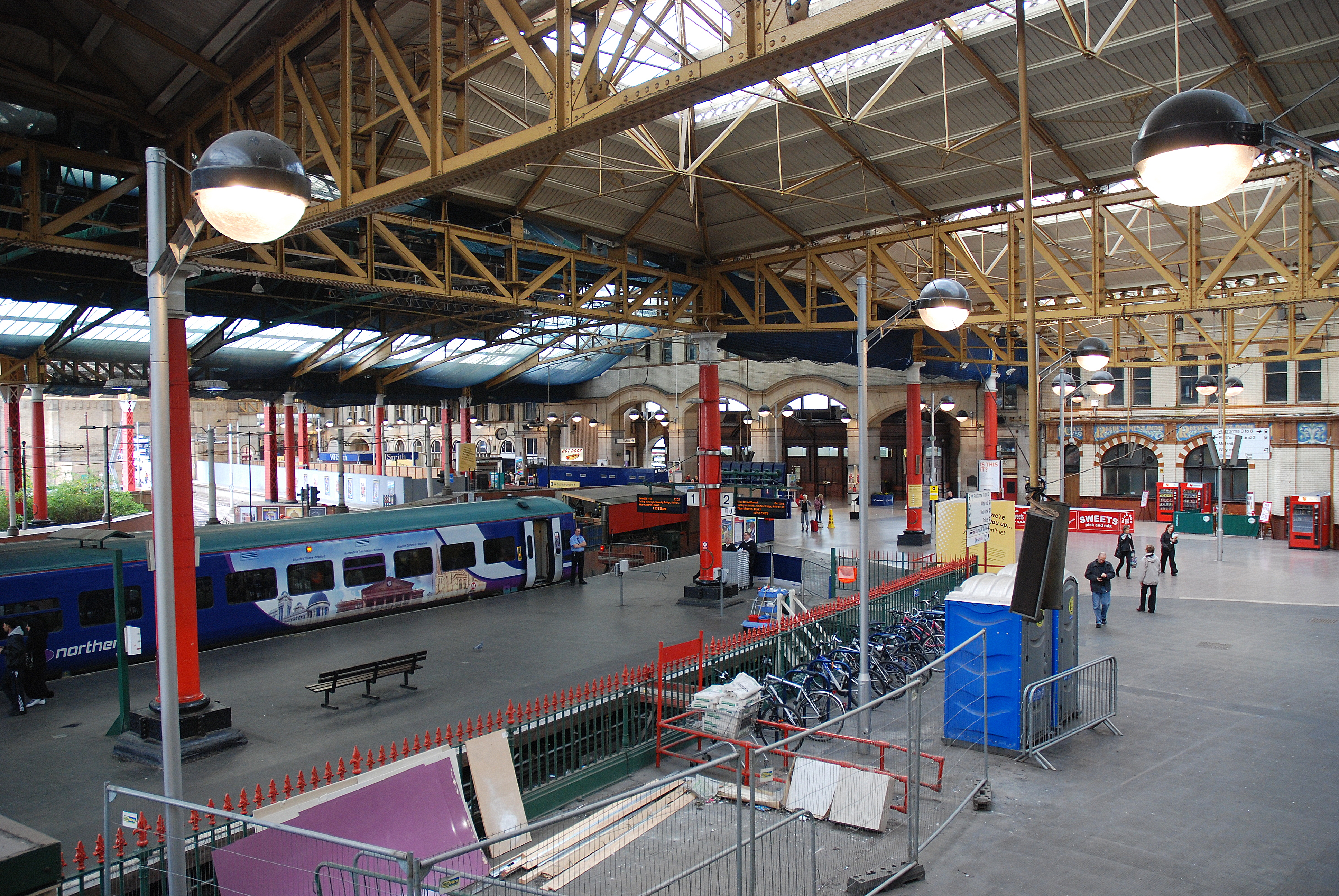
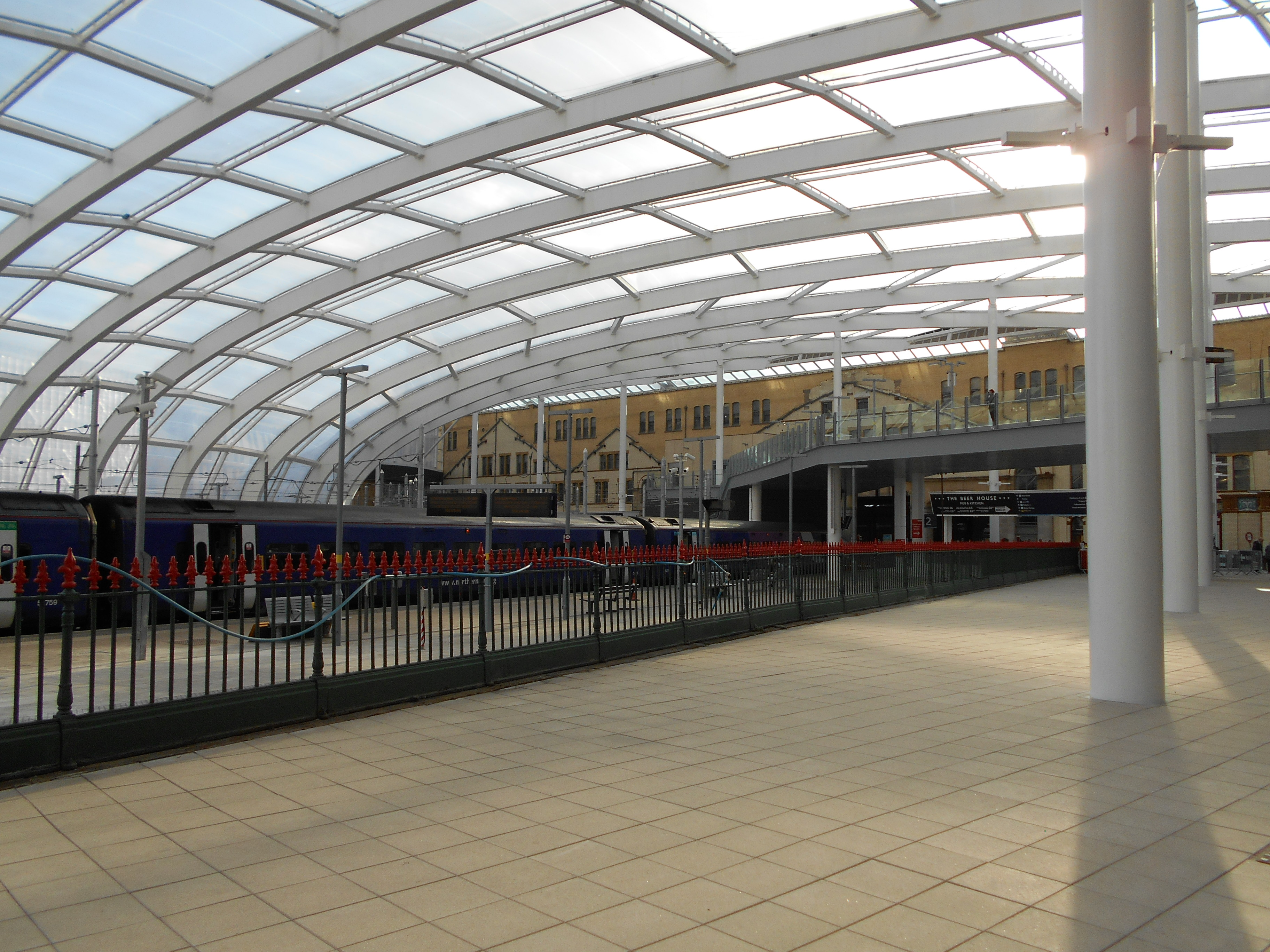
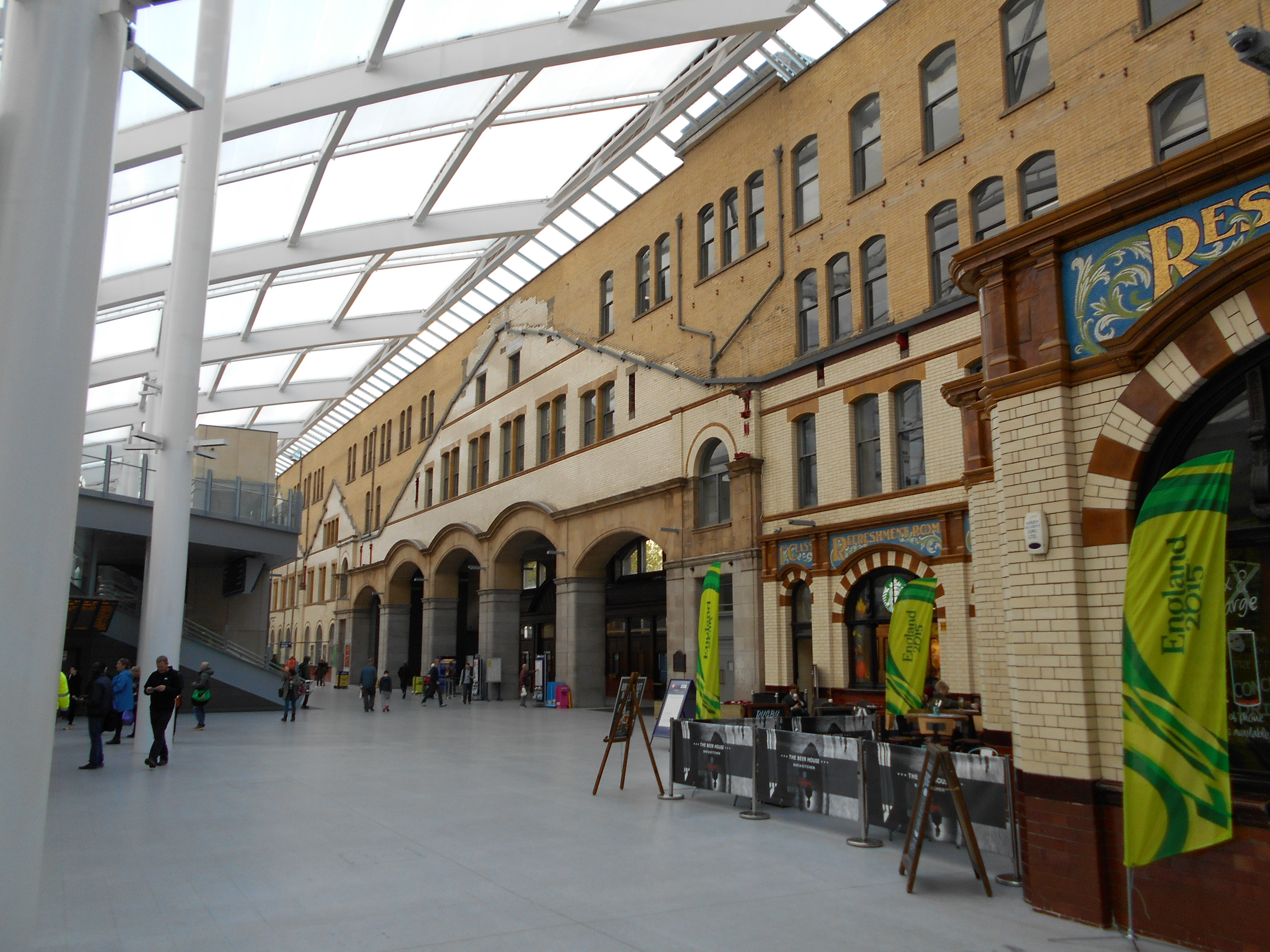